# Prefectura de Kagawa
La prefectura de Kagawa (香川県, Kagawa-ken) és una prefectura del Japó situada a l'illa de Shikoku. A data de l'any 2020, la prefectura de Kagawa tenia 950.799 habitants i és la prefectura més xicoteta per superfície del Japó amb només 1.976 quilòmetres quadrats. La prefectura de Kagawa limita amb la prefectura d'Ehime al sud-oest i amb la prefectura de Tokushima al sud.
La capital i municipi més populós de la prefectura de Kagawa és la ciutat de Takamatsu, sent altres municipis importants les ciutats de Marugame, Mitoyo i Kanonji. La prefectura de Kagawa es troba localitzada a la mar interior de Seto, just al front de la prefectura d'Okayama amb la que es troba connectada mitjançant el gran pont de Seto. La prefectura de Kagawa també comprén l'illa de Shōdo, la segona illa més gran a la mar interior de Seto, mentres que al sud, on la prefectura limita amb Tokushima, es troba la serra de Sanuki.

## Geografia
El territori de la prefectura de Kagawa comprén el cantó nord-est de l'illa de Shikoku, limitant amb la prefectura d'Ehime a l'oest i amb la prefectura de Tokushima al sud, amb una línia de costa a la mar interior de Seto que mira directament a la prefectura d'Okayama i a la regió de Kansai. La serra de Sanuki s'estén al llarg del sud de la prefectura, fent de frontera natural amb la prefectura de Tokushima. Des de mitjans de la dècada de 1990, Kagawa és la prefectura més xicoteta per superfície al Japó, tot i que abans ho havia estat la prefectura d'Osaka, la qual va guanyar a Kagawa en construir una illa artificial per a l'Aeroport Internacional de Kansai l'any 1994, augmentant així la seua superfície. A data de l'1 d'abril de 2012, l'11 percent de la superficie total de la prefectura ha estat declarada parc natural, com el parc nacional de la mar interior de Seto o el parc natural prefectural d'Ōtaki-Ōkawa.

### Municipis
| |          |          |          |
| \| Municipi \| Població \| Extensió \| Densitat \| \| -------------- \| -------- \| -------- \| -------- \| \| Ayagawa \| 22.788 \| 109,75 \| 208 \| \| Higashi-Kagawa \| 28.433 \| 152,83 \| 186 \| \| Kanonji \| 56.809 \| 117,84 \| 482 \| \| Kotohira \| 8.528 \| 8,47 \| 1.007 \| \| Mannō \| 17.363 \| 194,45 \| 89,3 \| \| Marugame \| 109.148 \| 111,79 \| 976 \| \| Miki \| 26.923 \| 75,78 \| 355 \| \| Mitoyo \| 62.005 \| 222,73 \| 278 \| \| Naoshima \| 3.056 \| 14,22 \| 215 \| \| Sakaide \| 50.726 \| 92,49 \| 548 \| \| Sanuki \| 46.908 \| 158,63 \| 296 \| \| Shōdoshima \| 13.705 \| 95,59 \| 143 \| \| Tadotsu \| 22.906 \| 24,39 \| 939 \| \| Takamatsu \| 417.902 \| 375,41 \| 1.113 \| \| Tonoshō \| 12.936 \| 74,38 \| 174 \| \| Utazu \| 18.911 \| 8,10 \| 2.335 \| \| Zentsūji \| 31.752 \| 39,93 \| 795 \| \| Total \| 950.799 \| 1.876,77 \| 507 \| |          |          |          |
| Municipi | Població | Extensió | Densitat |
| Ayagawa | 22.788   | 109,75   | 208      |
| Higashi-Kagawa | 28.433   | 152,83   | 186      |
| Kanonji | 56.809   | 117,84   | 482      |
| Kotohira | 8.528    | 8,47     | 1.007    |
| Mannō | 17.363   | 194,45   | 89,3     |
| Marugame | 109.148  | 111,79   | 976      |
| Miki | 26.923   | 75,78    | 355      |
| Mitoyo | 62.005   | 222,73   | 278      |
| Naoshima | 3.056    | 14,22    | 215      |
| Sakaide | 50.726   | 92,49    | 548      |
| Sanuki | 46.908   | 158,63   | 296      |
| Shōdoshima | 13.705   | 95,59    | 143      |
| Tadotsu | 22.906   | 24,39    | 939      |
| Takamatsu | 417.902  | 375,41   | 1.113    |
| Tonoshō | 12.936   | 74,38    | 174      |
| Utazu | 18.911   | 8,10     | 2.335    |
| Zentsūji | 31.752   | 39,93    | 795      |
| Total | 950.799  | 1.876,77 | 507      |

## Història
Des d'almenys el període Nara fins l'era Meiji, l'àrea on actualment es troba la prefectura de Kagawa va ser coneguda com a província de Sanuki. Malgrat això i per un breu intèrval de temps, des de l'agost de 1876 fins al desembre de 1888, Kagawa va formar part de la prefectura d'Ehime. A finals del període Heian es va produir a l'actual ciutat de Takamatsu la batalla de Yashima, on lluitaren els clans Minamoto i Taira.

## Política i govern

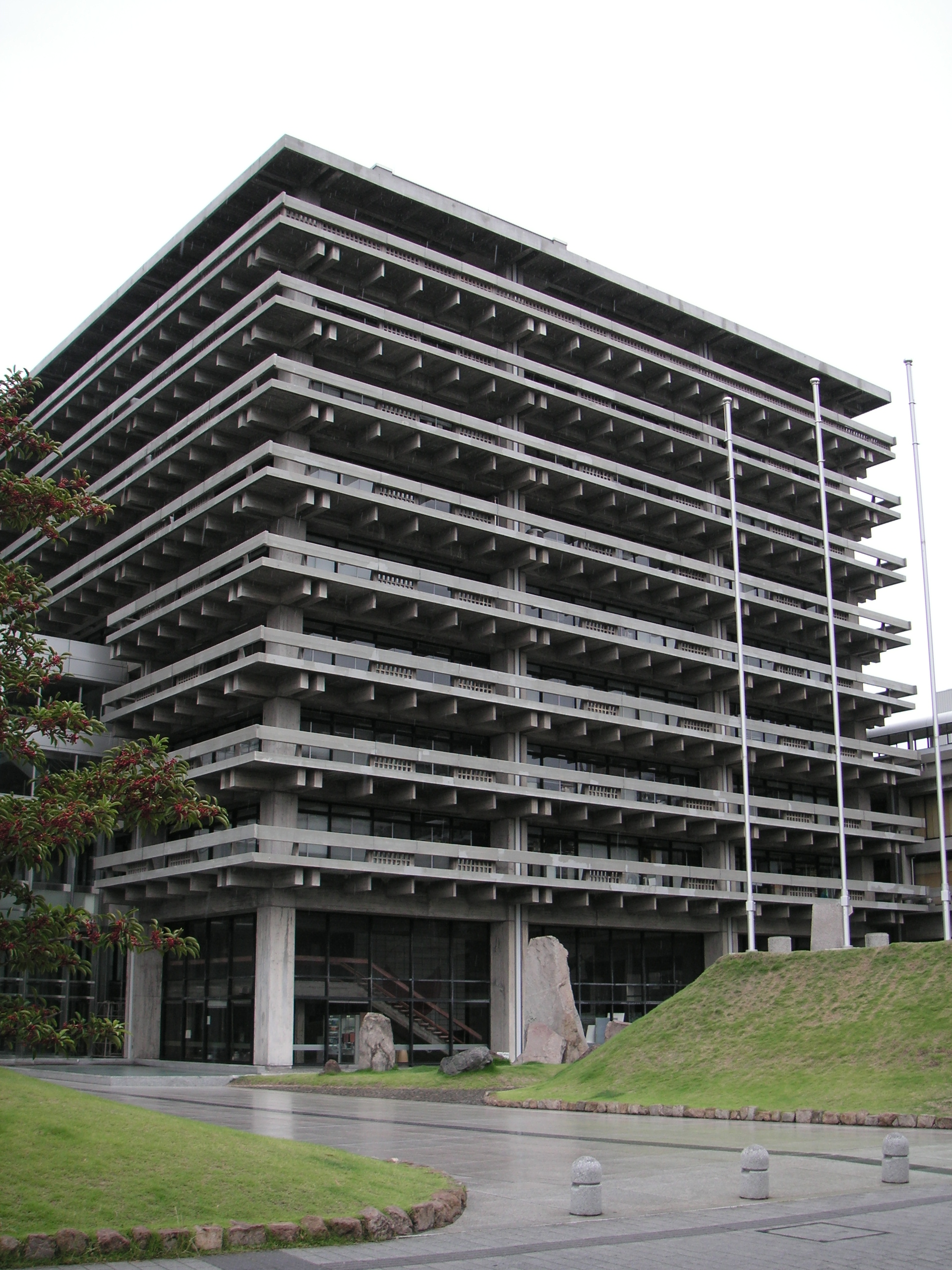
Edifici del govern prefectural de Kagawa (Est)

### Governador
| Governador        | Inici del mandat | Fi del mandat | Partit | Partit |
| Keikichi Masuhara | 1947             | 1950          |        | Ind    |
| Masanori Kaneko   | 1950             | 1974          |        | PLD    |
| Tadao Maekawa     | 1974             | 1986          |        | Ind    |
| Jōichi Hirai      | 1986             | 1998          |        | Ind    |
| Takeki Manabe     | 1998             | 2010          |        | Ind    |
| Keizō Hamada      | 2010             | -             |        | Ind    |

### Assemblea
| Partit | Partit                       | Partit | Diputats |
| ------ | ---------------------------- | ------ | -------- |
|        | Partit Liberal Democràtic    | PLD    | 28 / 41  |
|        | Liberal Kagawa (PDC-PDG-PSD) | LK     | 9 / 41   |
|        | Kōmeitō                      | KMT    | 2 / 41   |
|        | Partit Comunista Japonés     | PCJ    | 2 / 41   |
|        | Escons vacants               |        | 0 / 41   |

## Transport

### Aire
- Aeroport de Takamatsu

### Ferrocarril

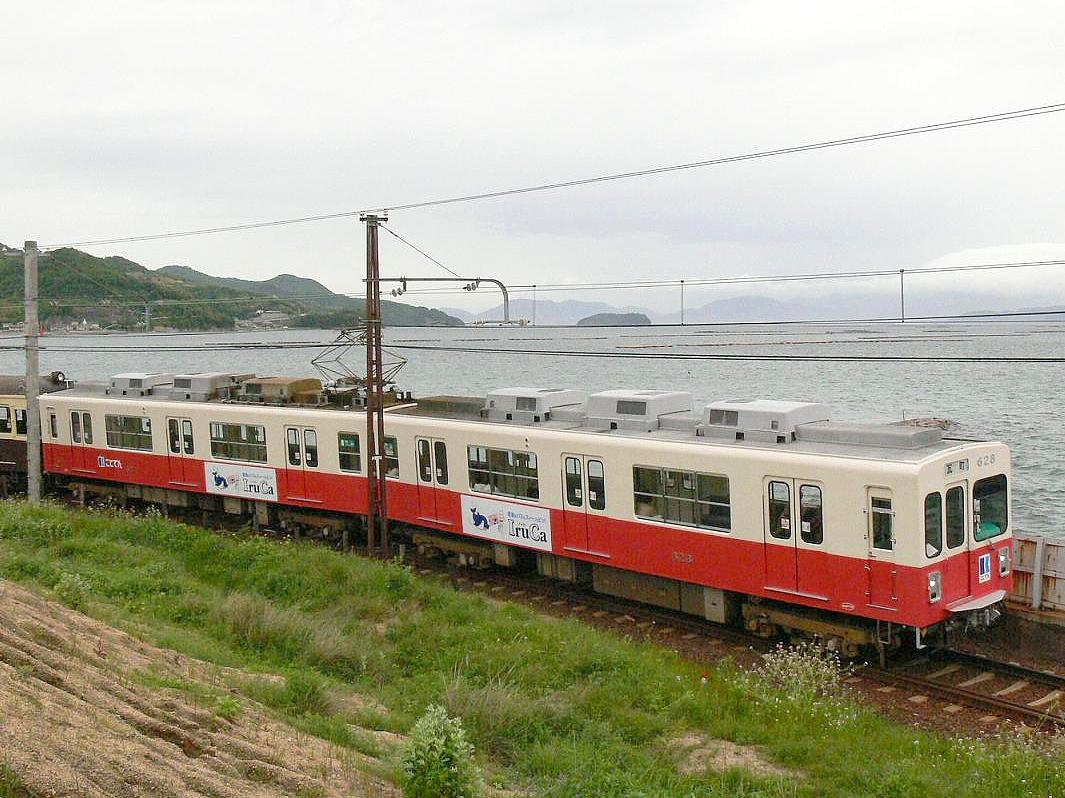
Línia Shido (Kotoden)

- Companyia de Ferrocarrils de Shikoku (JR Shikoku)
  - Línia Yosan: Takamatsu-(Kanonji)-Uwajima
  - Línia Kōtoku: Takamatsu-(Higashi-Kagawa)-Tokushima
  - Línia Dosan: Tadotsu-(Mitoyo)-Shimanto
- Ferrocarril Elèctric Takamatsu-Kotohira (Kotoden)
  - Línia Kotohira: Takamatsu-Kotohira
  - Línia Nagao: Takamatsu-Sanuki
  - Línia Shido: Takamatsu-Sanuki